# Schizocosa maxima
Schizocosa maxima är en spindelart som beskrevs av Charles Denton Dondale och James H. Redner 1978. Schizocosa maxima ingår i släktet Schizocosa och familjen vargspindlar. Inga underarter finns listade i Catalogue of Life.